# Buchnera foliosa
Buchnera foliosa är en snyltrotsväxtart som beskrevs av Sidney Alfred Skan. Buchnera foliosa ingår i släktet Buchnera och familjen snyltrotsväxter. Inga underarter finns listade i Catalogue of Life.